# Hartmann Scheiblechner
Hartmann Scheiblechner (* 16. August 1939 in Graz; † 24. Dezember 2010) war ein österreichischer Psychologe. Er war von 1972 bis 2004 Professor für Psychologie am Fachbereich Psychologie der Philipps-Universität Marburg.

## Leben
Hartmann Scheiblechner studierte von 1959 bis 1964 an der Universität Wien Psychologie und Anthropologie. Anschließend war er bis 1968 Stipendiat und Assistent am Institut für Höhere Studien in Wien in der Abteilung für Soziologie. Nach seiner Promotion 1968 in Wien mit einer experimentellen Studie zur Bildung von Assoziationen wurde er wissenschaftlicher Mitarbeiter in der Abteilung für Methodenlehre und mathematische Psychologie der Universität Wien, deren Leiter, Gerhard H. Fischer ein ausgewiesener Experte für probabilistische Modelle des Messens in der Psychologie ist. 1972 wurde Scheiblechner an den Fachbereich Psychologie der Philipps-Universität Marburg als Professor für Psychologische Methodenlehre berufen.
Hartmann Scheiblechner war auch nach seiner Pensionierung 2004 noch wissenschaftlich aktiv.

## Wissenschaftliche Leistung
Ausgangspunkt seiner wissenschaftlichen Arbeit ist das statistische Modell des dänischen Statistikers Georg Rasch für die Beantwortung von Fragen in Leistungstests (Rasch-Modell). Das Modell postuliert: Die Wahrscheinlichkeit, dass eine Person in einer Testfrage eine richtige Antwort gibt, ist eine Funktion von zwei Parametern: Der Schwierigkeit der Aufgabe und der Fähigkeit der Person. Je größer die Fähigkeit der Person im Vergleich zur Schwierigkeit der Aufgabe ist, d. h. je größer die numerische Differenz zwischen Personenparameter und Aufgabenparameter ist, desto größer ist die Wahrscheinlichkeit, dass die Person die richtige Antwort gibt. Rasch nimmt eine logistische Funktion für diesen Zusammenhang an. Scheiblechners frühe Arbeiten führen den logistischen Ansatz weiter (linear logistisches Modell, logistisches Modell für Latenzzeiten, logistisches Modell für soziometrische Wahlen).
Sein Hauptwerk aber ist die Entwicklung einer nicht parametrischen Item-Response-Theorie (nicht parametrische IRT). Darin verzichtet er auf die sehr restriktiven Annahmen der logistischen Modelle und setzt lediglich voraus, dass sich Personen und Items bezüglich der Fähigkeit bzw. der Schwierigkeit ordnen lassen (größer/kleiner/gleich-Relationen statt numerischer Parameter). Er postuliert eine doppelt monotone funktionale Beziehung zwischen Lösungswahrscheinlichkeit, Fähigkeit der Person und Schwierigkeit der Aufgabe. Er entwickelt verschiedene Varianten des Modells: ISOP, ADISPO und CADISOP für verschiedene Typen von Items. Items mit zwei Antwortkategorien (richtig/falsch) mit mehr als zwei Antwortkategorien (z. B. geordnete Stufen der Richtigkeit) und mehrdimensionale Modelle. Dabei geht er jeweils von einem axiomatischen Ansatz aus, aus dem er das Modell entwickelt, befasst sich aber auch mit praktischen Fragen der Anwendung: Wie man prüft, ob die Daten dem Modell entsprechen und wie die Testauswertung aussehen sollte, um aus den Daten die Rangordnung der Personen und der Items optimal zu schätzen.
Einen ähnlichen Ansatz wie Scheiblechner verfolgte auch eine niederländische Gruppe mit dem Statistiker R. J. Mokken.

## Schriften
- The separation of individual – and system influences on behavior in social contexts. In: Acta Psychologica. Band 35, 1971, S. 442–460.
- Personality and system influences on behavior in social contexts: Frequency models. In: Acta Psychologica. Band 36, 1972, S. 322–336.
- Specifically objective stochastic latency mechanisms. In: Journal of Mathematical Psychology. Band 19, Nr. 1, 1979, S. 18–38.
- Isotonic ordinal probabilistic models (ISOP). In: Psychometrika. Band 60, Nr. 2, 1995, S. 281–304.
- Corrections of theorems in Scheiblechner’s treatment of ISOP models and comments on Junker’s remarks. In: Psychometrika. Band 63, 1998, S. 87–91.
- Additive conjoint isotonic probabilistic Models (ADISOP). In: Psychometrika. Band 64, 1999, S. 295–316.
- Nonparametric IRT: Testing the bi-isotonicity of isotonic probabilistic models (ISOP). In: Psychometrika. Band 68, Nr. 1, 2003, S. 79–96.
- A unified Nonparametric IRT Model for d-Dimensional Psychological Test Data (d-ISOP). In: Psychometrika. Band 72, Nr. 1, 2007, S. 43–67.
- Rasch and pseudo-Rasch models: suitableness for practical test applications. In: Psychology Science Quaterly. Band 51, 2009, S. 181–194.
- H. Scheiblechner, R. Lutz: Die Konstruktion eines optimalen eindimensionalen Tests mittels nichtparametrischer Testtheorie (NIRT) am Beispiel des MR SOC. In: Diagnostica. Band 55, 2009, S. 41–54.